# James W. Wood
Pour les articles homonymes, voir Wood et James Wood.
James Wayne Wood né le 9 août 1924 à Paragould et mort le 1er janvier 1990 de causes naturelles, est un astronaute américain du programme X-20 Dyna-Soar pour l'US Air Force (USAF), mais aussi un pilote d'essai sur le M2-F1, un appareil à corps portant.
Wood a obtenu une licence (bachelor) ès sciences en génie aéronautique de l'Air Force Institute of Technology en 1956. Il servit en tant que pilote d'essai expérimental à l'Air Force Flight Center Test (Centre d'essais en vol de l'USAF), à Edwards Air Force Base, en Californie quand il fut sélectionné pour le programme X-20 Dyna-Soar.
Wood était le chef pilote d'essais sur le projet Dyna-Soar. Il devait être le pilote de la première mission sub-orbitale, qui aurait dû avoir lieu en juillet 1966 si le programme n'avait pas été annulé.
Après l'annulation du programme Dyna-Soar en décembre 1963, il est resté dans l'USAF et a servi comme responsable des essais à la base d'Edwards. Il s'est retiré de l'USAF avec le grade de colonel.